# El Bordj
El Bordj (em árabe: البرج) é uma cidade e comuna localizada na província de Mascara, Argélia. Segundo o censo de 2008, a população total da cidade era de 20 711 habitantes.